# Penne (Pescara)
Penne es un municipio de 15.478 habitantes del centro de Italia. Pertenece a la provincia de Pescara, en la región de los Abruzos, y se ubica a unos 50 kilómetros al este de L'Aquila, la capital de la región.

## Historia
Antigua capital del territorio de la población itálica de los Vestinos, debe su topónimo al término pinna, del italiano pinnacolo (pináculo), entendido como pico. De hecho, la estructura urbana se distribuye sobre cuatro colinas, representadas en el escudo comunal por el mismo número de torres a las que se superponen dos alas, a la derecha y a la izquierda. El casco antiguo de la ciudad se caracteriza sobre todo por el estilo medieval de sus callejones estrechos y casas con ladrillo caravista. Entregada por Carlos I de España en dote a Margarita de Austria en 1522, posteriormente pasó bajo el dominio de los Farnesio y de los Borbones. 
Una rama de la noble familia Aliprandi, originarios de Milán, se trasladó a los Abruzos. Giovanni, un mayordomo y confidente personal, siguió Margarita de Austria en 1575. El hijo de Giovanni, Odoardo, se estableció en Penne tras recibir reconocimientos y privilegios por Felipe II, rey de España. En 1670, Antonio, hijo de Odoardo, obtuvo la posesión del feudo de Nocciano. La dinastía de los Aliprandi se extinguió en 1910, con la muerte del barón y parlamentario Diego Aliprandi.
En enero de 1944, la ciudad de Penne sufrió un bombardeo aliado que dañó gravemente a la Catedral y al hospital local. En los años ‘60, se construyó una presa mediante la oclusión del río Tavo, dando lugar al Lago de Penne, en cuyo interior se creó una reserva natural que, hoy en día, alberga una comunidad muy importante de flora y fauna endémica.

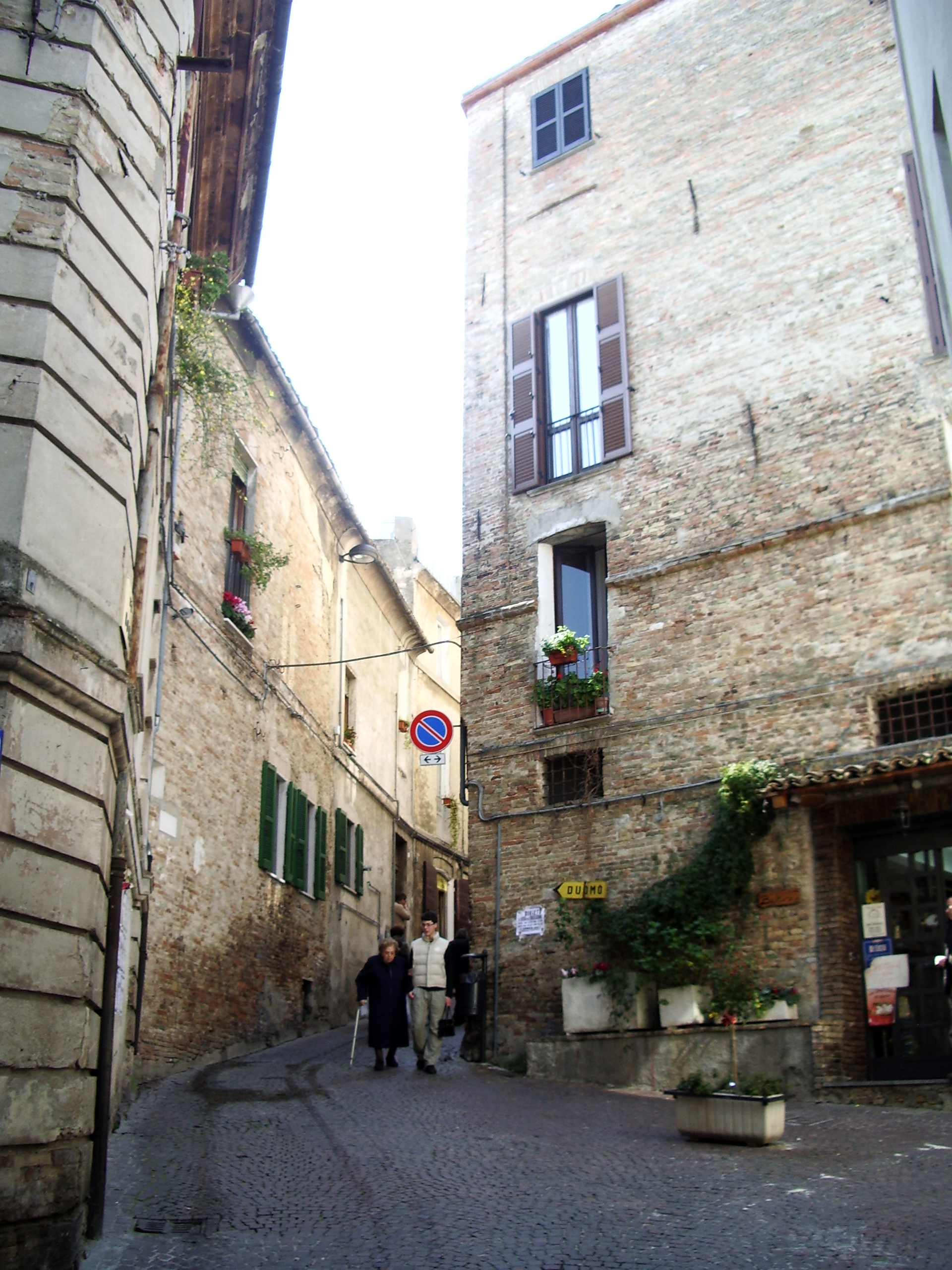
Casco antiguo.

## Monumentos
- Chiesa de Santa Chiara: construida en 1600 a lado de la primitiva iglesia de Santo Spirito. Planta de cruz griega. Reformada por completo en 1702. La cúpula está decorada con el fresco de Domiziano Vallarola. El convento de las Clarisas fue englobado por completo por el hospital civil “San Massimo” en 1912.
- Chiesa dell’Annunziata: iglesia con orígenes románicos cuyas fachada e interiores son de estilo barroco.
- Chiesa di San Giovanni Battista: perteneciente a la Orden de los Caballeros de Malta. Fachada del 1701 y planta central.
- Chiesa di Sant’Antonio di Padova: capilla gentilicia del 1648, perteneciente a la familia Aliprandi.
- Chiesa di Santa Croce: caracterizada por la fachada con los símbolos de la Pasión instalados por los pasionistas en el ochocientos.
- Chiesa San Ciro: edificada en la segunda mitad del setecientos. Restaurado en 1843 por el sacerdote Quintangeli. Entregada a las monjas de la sagrada familia a principios del siglo XX.
- Collegiata di San Giovanni Evangelista: documentada desde el año 1324. El portal principal y el lateral datan respectivamente 1604 y 1594. Campanil renacentista en estilo lombardo.
- Cortiletto medioevale: ejemplo de arquitectura local, el cortil está edificado sobre dos órdenes de columnas con capiteles cúbicos.
- Palazzo Aliprandi: imponente edificio del siglo XVII, con portal de piedra, construido por De Cicco en 1773.
- Palazzo De Dura: fachada renacentista con ladrillo caravista. Los De Dura provenían de Nápoles.
- Palazzo del giustiziere: en 1400 fue la sede del Giustiziere dell’Abruzzo Ultra. El edificio renacentista posee una apreciable fachada en ladrillos cerámicos cocidos.
- Palazzo di Teseo Castiglione: edificio medieval reformado en 1766 por el arquitecto Di Sio. Fachada barroca con reloj en mayólica elaborado por Antonio Papa (1770).
- Palazzo Scorpione: fue la residencia de Margarita de Austria, duquesa de Penne. Cortil renacentista en ladrillos, con columnas y capiteles cúbicos.
- Palazzo Stefanucci: inicialmente fue sede de los Stefanucci, originarios de Florencia, y luego de los De Torres. La fachada y el portal son del siglo XVII. En el ochocientos una ala fue habitada por los Dottorelli.
- Piazza XX Settembre: construida en 1842 según el diseño del ingeniero Federico Dottorelli. El monumento, dedicado a los Martiri Pennesi (mártires de Penne) de 1837, fue esculpido en 1913 por Pasquale Morgante.
- Piazzetta di Santa Croce: se distingue particularmente por la estructura arquitectónica que sugiere una visión escenográfica de conjunto.
- Porta de Capo: también conocida como Santa Croce o Porta Teramo. El arco ojival en piedra contenido en la corte es medieval. A la derecha se conserva una piedra datada 1523.
- Porta dei Conci: luego renombrada porta dei Ferrari o simplemente Portella. Arco ojival en piedra del siglo XIV.
- Porta della Ringa: antigua puerta del Arengo (lugar de reuniones ciudadanas), reformada en 1832 por el Barón Diego Aliprandi.

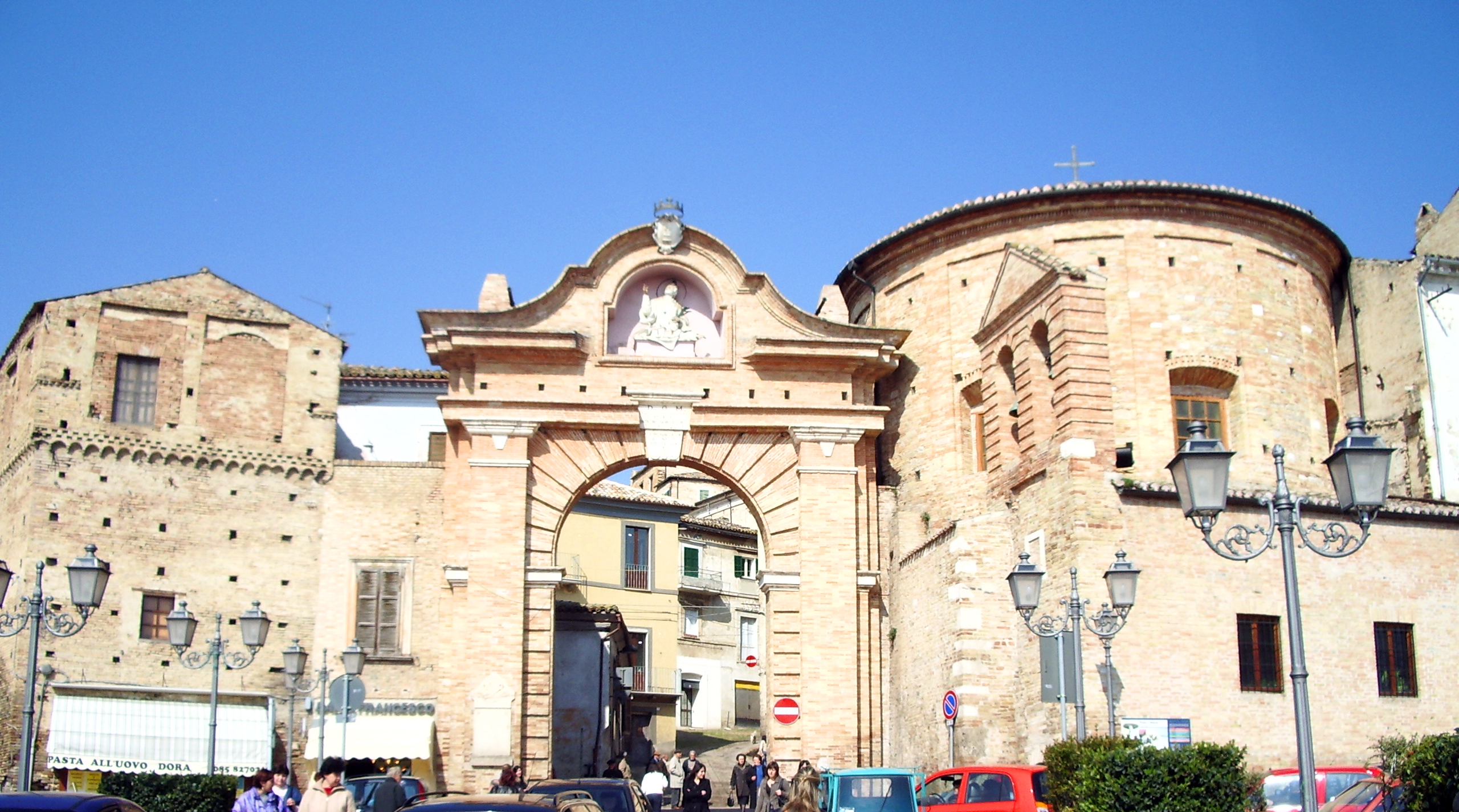
Porta di San Francesco.

- Porta di San Francesco: puerta de acceso al casco antiguo de la ciudad, precedida por el viale San Francesco, una avenida adornada con árboles y jardines dedicada a San Francisco de Asís.
- Portici Salconio: construidos en 1911 por el ingeniero Ciulli. En 1929 fueron dedicados a Cola Giovanni Salconio, antiguo habitante de Penne del siglo XVI.
- San Domenico: fachada con portal del siglo XVII y Madonna con el niño en piedra del siglo XV. Interiores en estilo barroco con órgano del siglo XVIII. Los altares laterales presentan algunas telas de los hermanos Ragazzini. Se aprecian también algunos restos de frescos de Giotto. El claustro fue edificado en 1330. Sobre el portal de acceso se encuentra se levanta la estatua de San Blas de Matteo de Capro. Aloja un lapidario cívico.

## Recursos naturales
La reserva natural regional Lago di Penne, instituida con las leyes regionales n. 26 del 1987 y n. 97 del 1989, se extiende por 150 hectáreas, con un área de protección exterior que supera las 1000 hectáreas. La reserva es gestionada por un comité compuesto por el municipio de Penne, el Consorzio di Bonifica Centro y el WWF Italia. Actualmente, es la cooperativa COGECSTRE que se encarga de la gestión operativa. Esta reserva es un lugar importante para numerosas especies de aves. El martinete común (Nycticorax nycticorax), símbolo del área protegida, es un ejemplo de ave que ha hecho de la zona húmeda de la reserva su hábitat favorido. En la reserva, se han promovido algunas iniciativas de conservación de la fauna, entre las que destaca el Progetto Lontra (proyecto nutria) del WWF Italia, mediante la instalación de un centro de reproducción y educación de este mustélido en las orillas del lago. Otros proyectos de conservación incluyen la recuperación de testudos terrestres, anfibios y corzos.

## Festividades

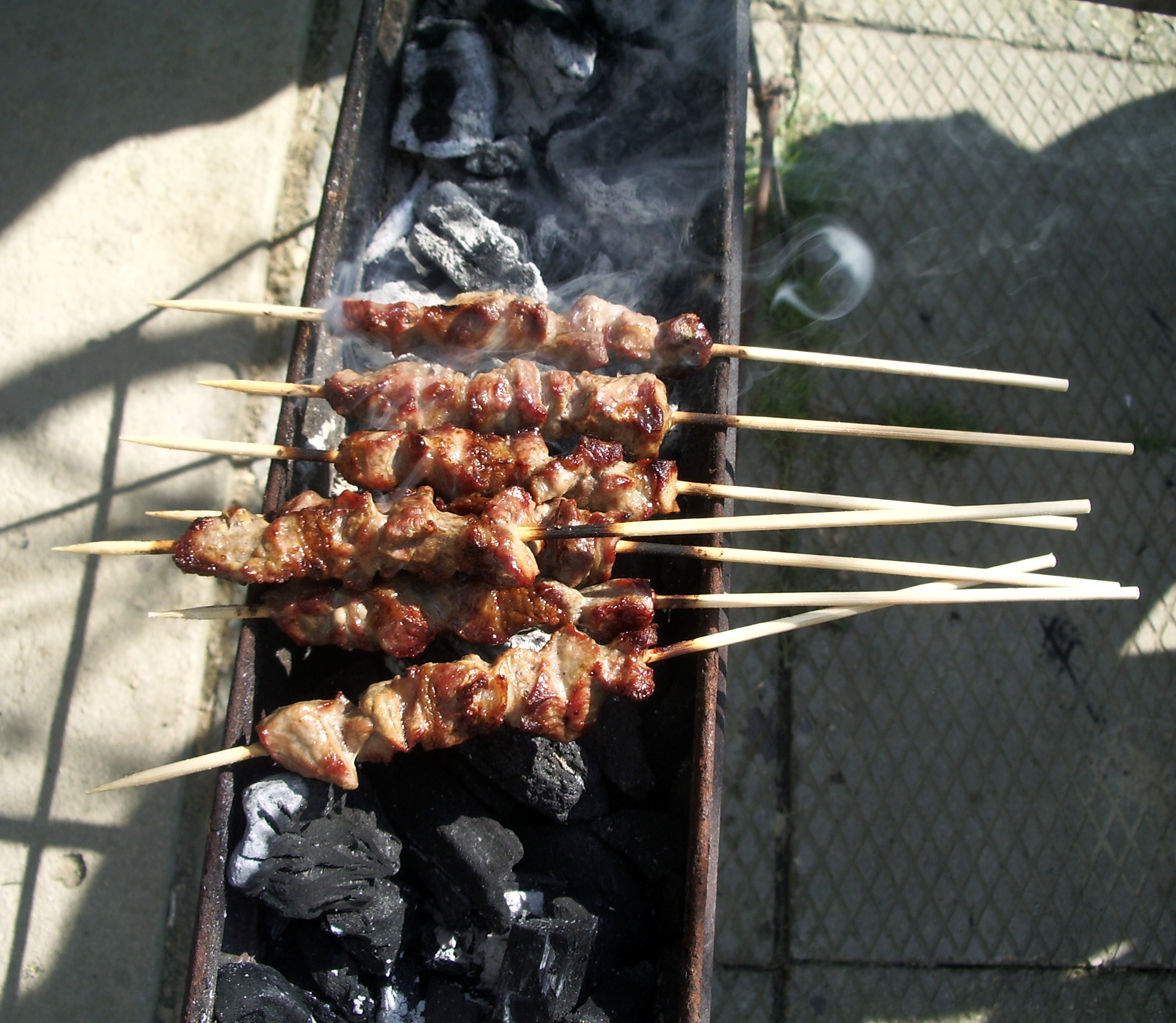
Arrosticini.

Una de las mayores fiestas locales es aquella dedicada a San Massimo, santo patrón de la ciudad, que se celebra el 7 de mayo de cada año, durante dos o tres días. Sucesivamente, el 13 de junio, se celebra la fiesta dedicada a Sant’Antonio di Padova. En verano, hay múltiples festividades, sobre todo en el mes de agosto, cuando tienen lugar el Pecora Nait (Noche de la oveja), caracterizada por los arrosticini, exquisitos pinchos de carne de oveja asados en carbón, el Palio Medievale, durante el cual tienen lugar varias competiciones características de la época medieval, y la Notte Bianca, una noche dedicada a la cultura.

## Evolución demográfica
| Gráfica de evolución demográfica de Penne entre 1861 y 2001 |
|                                                             |
| Fuente ISTAT - elaboración gráfica de Wikipedia             |